# Fratelli tutti
Fratelli tutti (hrv. Svi smo braća) treća je enciklika pape Franje napisana u njegovoj osmoj godini pontifikata. 

## Povijest
Vatikanski tiskovni ured najavio je ovu encikliku 5. rujna 2020., Papa ju je potpisao 3. listopada 2020., u povodu njegova posjeta asiškom svetištu, a objavljena je 4. listopada, na dan kada Katolička Crkva slavi sv. Franju Asiškoga. Tematsku jezgru predstavljaju bratstvo i društveno prijateljstvo, počevši od razmišljanja o pandemiji covid-19 2020.
Naslov, Fratelli tutti preuzima izraz Franje Asiškog, a na talijanskom je jeziku i u inačicama na drugim jezicima.

## Sadržaj
Enciklika je podijeljena u osam poglavlja i 287 točaka; dokument završava s dvije molitve: prva je "molitva Stvoritelju", a druga "ekumenska kršćanska molitva" da usadi "duh braće".
- Poglavlje I - Sjene zatvorenog svijeta
- Poglavlje II - Neznanac na putu
- Poglavlje III - Razmišljanje i stvaranje otvorenoga svijeta
- Poglavlje IV - Srce otvoreno za cijeli svijet
- Poglavlje V - Najbolja politika
- Poglavlje VI - Dijalog i društveno prijateljstvo
- Poglavlje VII - Putovi novog susreta
- Poglavlje VIII - Religije u službi bratstva u svijetu

## Vanjske poveznice
Mrežna mjesta
- Marito Mihovil Letica, Osvrt na novu encikliku pape Franje "Fratelli tutti", www.vaticannews.va, 20 prosinca 2020.
- Fratelli tutti, tekst enciklike Fratelli tutti na raznim jezicima na službenim vatikanskim stranicama